# El ojo de Mosul
Mosul eye (en árabe: عين الموصل‎, en español El ojo de Mosul) es un blog de noticias creado y mantenido por el historiador y periodista ciudadano Omar Mohammed, quien se graduó de la Universidad de Mosul . Durante más de dos años, Mohammed utilizó el blog para informar sobre las condiciones y los eventos relacionados con la ocupación de la ciudad iraquí de Mosul por parte del Estado Islámico de Irak y el Levante (ISIL). Durante ese tiempo, el autor de Mosul Eye se mantuvo anónimo.
Mosul fue liberada el 10 de julio de 2017, tras una batalla que duró 9 meses y 4 días. El blog se cita con frecuencia como una de las pocas fuentes fiables que documentaron la vida diaria bajo el gobierno de ISIL y se lo considera una fuente de información fundamental para periodistas y académicos. Aunque anónimo, los expertos consideraron que el bloguero y su contenido eran auténticos. El 7 de diciembre de 2017, el bloguero reveló su identidad como Omar Mohammed. En otros documentos, Mohammed también escribió bajo los seudónimos de Mouris Milton e Ibn al-Athir al-Mawsilli.

## Historia
Mosul Eye comenzó a escribir en Facebook poco después de la invasión de Mosul en 2014 por parte de ISIL, con el objetivo de mantener al mundo actualizado sobre lo que estaba sucediendo en la ciudad. El contenido estaba escrito tanto en inglés como en árabe, y ea replicado en espejo en WordPress.com y Twitter por si el bloguero perdía el acceso a Facebook o era censurado.

## Contenido
Mohammed escribió extensamente sobre el control de Mosul por parte de ISIL. El autor hacía descripciones no solo de la destrucción de edificios antiguos y la quema de libros, sino también las frecuentes ejecuciones y torturas por parte de militantes del ISIL, incluidas decapitaciones, amputaciones, azotes públicos, lapidaciones de mujeres y asesinatos de homosexuales. En septiembre de 2015, Mosul Eye informó sobre 455 ejecuciones, incluyendo el lugar de la ejecución, el origen étnico y la religión de las víctimas. El bloguero también publicaba información sobre miembros de ISIL, incluyendo incluso fotografías de los combatientes de ISIL. También reportaba los ataques aéreos de la coalición contra objetivos del ISIL en la ciudad.
Mosul Eye publicó algunos actos de resistencia de la población contra el régimen de ISIL, y analizaba el sentir general de la gente hacia el grupo militante, escribiendo en febrero de 2015, "Hoy en día, la gente habla abiertamente en el mercado sobre ISIL y su crueldad". El blog también publicó detalles sobre los conflictos internos del grupo terrorista, como los meses durante los que los combatientes no cobraron salario, o que había combatientes extranjeros de incluso 13 años de edad entre sus filas.

### La batalla de Mosul
Mosul Eye publicó varias actualizaciones sobre los preparativos dentro de la ciudad para la batalla para liberar la ciudad que comenzó en octubre de 2016, incluida la actividad y las posiciones del ISIL, y los temores de una inminente crisis alimentaria. El 2 de noviembre, el día después de que las Fuerzas de Operaciones Especiales iraquíes finalmente entraran en la ciudad, tuiteó urgentemente a las fuerzas de la coalición para advertirles de que un grupo de civiles se escondían en un bloque de apartamentos, para protegerlos de los ataques aéreos.
Mohammed también reflejaba sus emociones y pensamientos en el blog, que se fueron volviendo más melancólicos a medida que se sucedían las batallas sangrientas entre el ejército iraquí y ISIL. El 5 de noviembre, después de que las fuerzas iraquíes comenzaran a luchar en la ciudad, el bloguero escribió sobre su desesperación ante las escenas de muerte que presenciaba, llegando incluso ver a niños jugando con cadáveres de combatientes del ISIL. Escribió que uno de sus amigos cercanos fue decapitado por ISIL, "¿A quién más voy a perder? ¿Qué más tendré que presenciar? He visto y vivido más que suficiente. He visto cabezas decapitadas, brazos amputados, he visto gente arrojada desde lo alto de edificios, arrojada sobre piedras. He visto sus almas tratando de aferrarse a sus cuerpos, pero sus cuerpos están tan destrozados que no pueden contener sus espíritus. He visto a esos espíritus vagando por los callejones de la ciudad." 
También escribió que habían comenzado a instalar bombas alrededor de los edificios residenciales. "El ISIL está cubriendo las casas que nos rodean con bombas. ¡Vivimos de bombas de relojería a nuestro alrededor! Si los ataques aéreos y los disparos no nos matan, ¡esos coches bomba pronto lo harán!" También comentó sobre los militantes del ISIL que deambulan entre los civiles: "Los rostros del ISIL ya no me asustan; no hay nada de miedo en sus rostros. Veo miedo en sus ojos, oigo sus voces gritando a través de sus pechos, y siento que se dicen a sí mismos '¿en qué diablos nos hemos metido?' ... Al mismo tiempo, los veo como cadáveres caminando por el suelo".

## La identidad del bloguero
Durante la ocupación, el bloguero se mantuvo anónimo, identificándose solo como un "historiador independiente". Dijo que por encima de todo se considera historiador más que periodista. Comenzó a escribir blogs después de la invasión liderada por Estados Unidos en 2003, pero su blog anterior no ha sido identificado. Llegó a utilizar varios alias e identidades para recopilar información, recibiendo repetidas amenazas de muerte de ISIL. En una entrevista con The New Yorker, dijo que fingía ser un musulmán devoto entusiasmado con la ley sharia para ganarse la confianza de los extremistas. Describió a los militantes de ISIL como "un grupo de locos que podrían ser guiados en cualquier dirección".
Según Al-Fanar, además de estar en contra del régimen terrorista el bloguero parecía tener un alto nivel educativo, lo que lo convirtió en un objetivo muy buscado para ISIL.
En 2017 el bloguero desveló su identidad, identificándose como Omar Mohammed.